# Alexander Markov
Alexander Markov (Moscú, 24 de enero de 1963) en un violinista estadounidense de ascendencia rusa, hijo del también violinista Albert Markov, de quien tomó las primeras lecciones del instrumento a partir de los 5 años, y con 8 ya realizaba actuaciones ante público adulto. Muy joven, emigró a Estados Unidos en compañía de sus padres, y obtuvo la nacionalidad estadounidense en 1982.
Ha sido el ganador de la medalla de oro en el Concurso Internacional de Violín Paganini, que se celebra en Génova (Italia). Ha actuado con algunas de las mejores orquestas del mundo como solista; entre ellas, la Orquesta de Filadelfia, la Sinfónica de Detroit y la Orquesta de París. Ha grabado, entre otras obras, los 24 caprichos de Paganini. Interpretando estas piezas aparece en la película The Art of Violin (El arte del violín), dirigida por Bruno Monsaingeon.[cita requerida]
Fuera del ámbito de la música académica, ha compuesto, en colaboración con James V. Remington, el Concierto rock, empleando para su interpretación un violín eléctrico de novedoso diseño que consta de seis cuerdas.